# Linia kolejowa nr 873
Linia kolejowa nr 873 – w większości dwutorowa, zelektryfikowana linia kolejowa znaczenia miejscowego, łącząca stację Pawłowice Śląskie ze stacją Pawłowice Górnicze.
Linia umożliwia eksploatację Kopalni Węgla Kamiennego Pniówek, Zofiówka, Borynia oraz Jastrzębie przez pociągi jadące z kierunku Żor oraz Chybia.